# پرونپی‌وستر
پرونپی‌وستر (انگلیسی: Brøndbyvester) یک شهرک در استان هوودستادن، دانمارک است.
این شهرک در سال ۲۰۰۹ میلادی ۲۰٬۰۰۰ نفر جمعیت داشته است.